# Translok

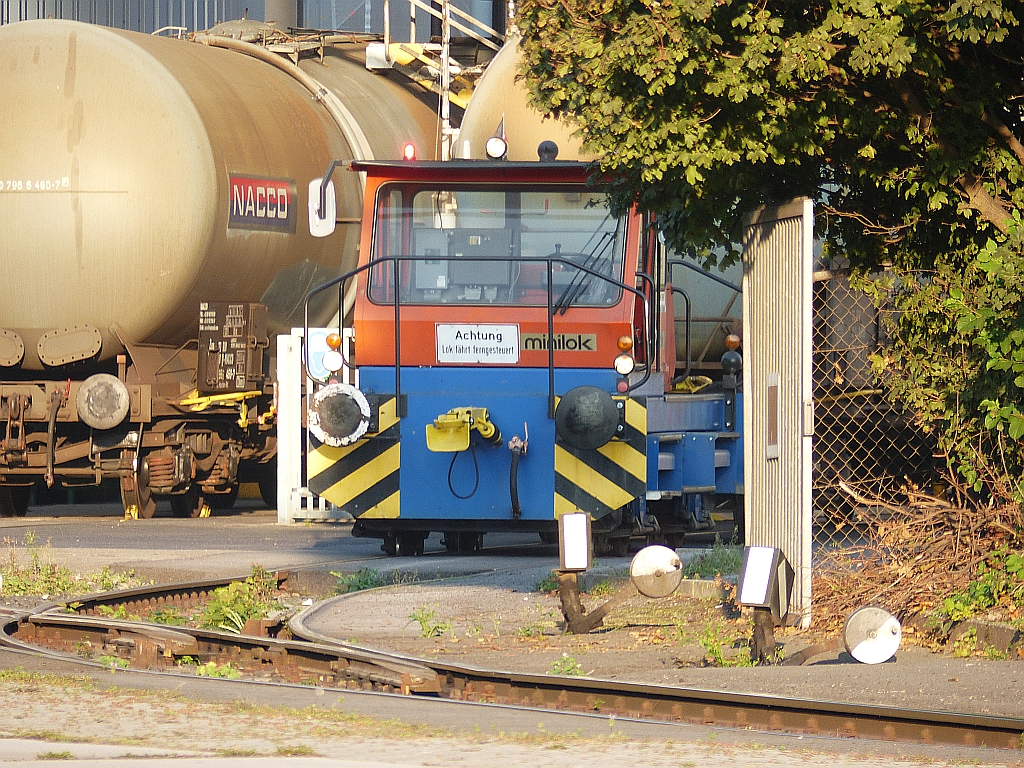
Allrad DH 90

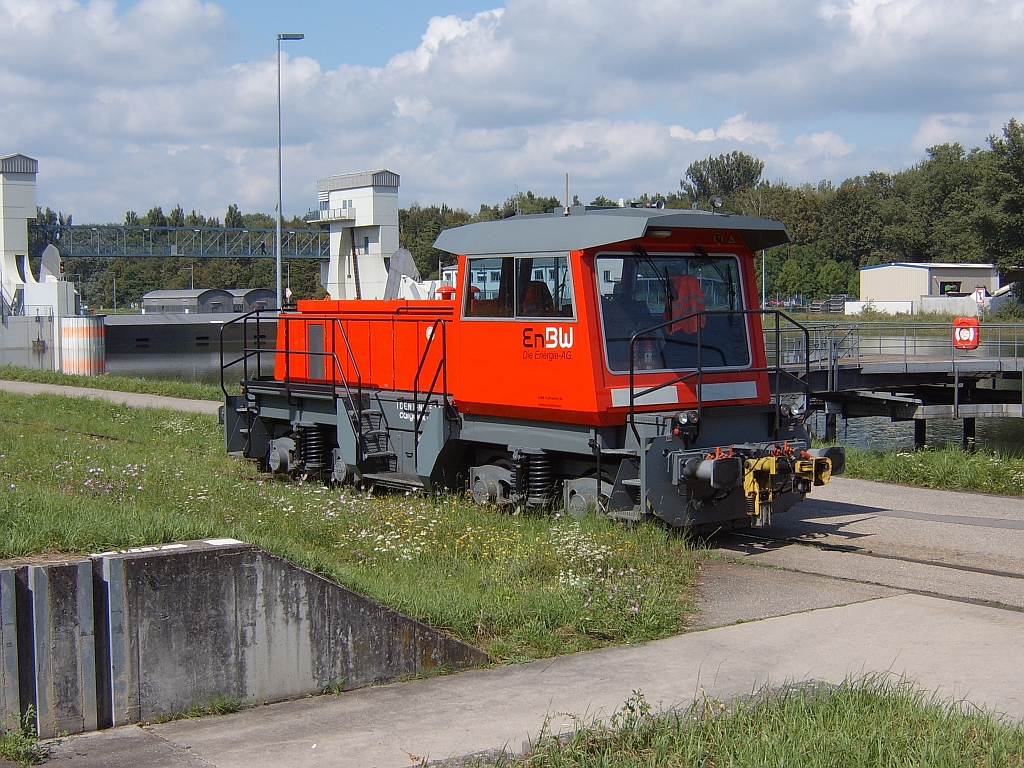
Allrad DH 440 (cargolok)

Translok war ein deutscher Hersteller von Zweiwegefahrzeugen und Rangierlokomotiven mit Sitz in Geldern im Kreis Kleve. Das Unternehmen übernahm im Jahre 1999 die Produktpalette der allrad Rangiertechnik aus Heiligenhaus und führte diese bis zum Jahre 2020 fort.

## Geschichte
Die allrad Rangiertechnik GmbH in einem Gewerbegebiet im Osten der Stadt Heiligenhaus im Kreis Mettmann in Nordrhein-Westfalen fertigte von 1976 bis 1999 gut 60 kleine Rangiertraktoren für Industrie und den Verschub in Betriebshöfen von Nahverkehrsunternehmen, die unter dem Namen minilok von G. Zwiehoff in Rosenheim vertrieben wurden. Das Firmengelände der allrad Rangiertechnik verfügte über keinen Gleisanschluss. Nach dem Tod des Geschäftsführers der Firma allrad im Juni 1999 wurden zunächst Ersatzteilbeschaffung und Kundenservice von der Translok GmbH in Geldern übernommen. Später hat diese im Jahre 2002 die Produktion neuer Lokomotiven auf der Basis des von allrad angebotenen Sortiments wieder aufgenommen und fortentwickelt. Die Zählung der Seriennummer der gefertigten Rangierfahrzeuge von allrad wurde fortgeführt. Translok war auch ein Spezialist für Kupplungssysteme, Funkfernsteuerungen und hydrostatische Kraftübertragung für Aggregate aller Art. Zum Angebot gehörte auch der Kundendienst für Rangierlokomotiven anderer Hersteller.
Nach dem Tod des Geschäftsführers der Firma Translok wurde das Unternehmen am Standort in Geldern im Jahre 2020 aufgelöst und im Jahre 2021 aus dem Handelsregister gelöscht. Wartung, Reparatur und Service der Rangiergeräte wurden von der 1999 gegründeten ihp-Service in Wülfrath übernommen. Inzwischen bietet dieses Unternehmen im Bereich Zweiwegefahrzeuge und Rangierlokomotiven auch wieder Neubaulokomotiven nach der bewährten Konstruktion der allrad Rangiertechnik an.

## Technik
Als Alternative zu den herkömmlichen schienengebundenen Rangierlokomotiven entwickelte die allrad Rangiertechnik Lokomotiven, die sowohl auf der Straße als auch auf Gleisen fahren können. So kann das Rangierfahrzeug umgesetzt werden. Die Rangierlokomotiven mit hydrostatischer Kraftübertragung und Einzelradantrieb im unteren Leistungssegment haben keine starren Achsen. Eine hydrostatische Pumpe überträgt die Leistung des Dieselmotors auf jedes einzelne Rad. Verbaut wurden von Anfang an auch zahlreiche Teile aus der Lkw-Serienfertigung, um Anschaffungskosten und Unterhalt günstig zu gestalten. Das Leistungsspektrum reicht von etwa 100 kW bis 500 kW und erreicht damit die vergleichbare Leistung einer mittleren Rangierlokomotive. Hergestellt werden sowohl Zweiwegefahrzeuge als auch schienengebundene Rangierlokomotiven. Alle Fahrzeuge können mit Waggonbremsanlage, Funkfernsteuerung, automatischen Rangierkupplungen, in verschiedensten Spurweiten, mit Klimaanlage, Partikelfilter (Stufe IIIB / Tier 4) oder Doppeltraktionssteuerung (in Verbindung mit einer Funkfernsteuerung) bestückt werden.

## Baureihen

### Historische Baureihen
Die Produktpalette der miniloks umfasste zwei- und vierachsige Lokomotiven mit Spurführungseinrichtungen. Im Programm waren auch 6-achsige Versionen Typ DH 300 und 340, die aber nicht gebaut wurde. Auch bot man die minilok mit Akkus und Gasantrieb an. Während der Verbleib der Versuchslokomotive vom Typ E 20 mit Fabriknummer 001 nicht bekannt ist, wird die Lok aus der dreiteiligen Vorausserie mit der Fabriknummer 002 vom Typ VH 40 beim Rheinischen Industriebahnmuseum RIM in Köln erhalten. Die Serienlieferung begann Ende der 1970er Jahre mit den Typen DH 40 und DH 60. Erstere wurde nur bis Mitte der 1980er Jahre hergestellt und wird nicht mehr angeboten. Die vierachsige DH 100 wurde nur in vier Exemplaren geliefert und nicht
mehr angeboten. Letzte bekannte Lieferung stammte aus dem Jahre 1996.

### Aktuelle Baureihen
DH 60 ist eine der ersten Typen, die seit den 1970er Jahren in Serie von allrad Rangiertechnik gebaut wurden und später auch von der Translok GmbH produziert wurde. Mitte der 1990er Jahre entwickelte allrad in Eigenregie und auf eigene Rechnung die sogenannte cargolok vom Typ DH 440, die auch von der Deutschen Bundesbahn als Baureihe 350 getestet wurde. Sie fährt bei einem Kraftwerksbetreiber im Karlsruher Hafen. Mit dieser Rangierlokomotive hoffte das Unternehmen in das Geschäft größerer Triebfahrzeuge einsteigen zu können. Bis jetzt wurden allerdings nur drei Maschinen dieses Typs in Dienst gestellt. Translok führte bis zur Schließung der Produktionsstätte im Jahre 2020 das Sortiment der Zweiwege-Rangierlokomotiven von den zweiachsigen DH 60 und DH 90 über die vierachsigen DH 140 bis hin zu den fast 700 PS starken Rangierlokomotiven der Baureihe DH 440 weiter.
Mit der Übernahme durch die IHP Service in Wülfrath werden diese Typen weitgehend unverändert unter dem Markennamen Translok (Stand 2025) angeboten, sowohl im Bereich der Zweiwege-Rangierlokomotiven, als auch im Bereich der schienengebundenen Rangierlokomotiven.